# هيلين شامبرلين
هيلين شامبرلين (بالإنجليزية: Helen Chamberlain)‏ هي مقدمة تلفزيونية ومعلقة رياضية بريطانية، ولدت في 2 أبريل 1967 في Street, Somerset ‏ في المملكة المتحدة.

## وصلات خارجية
- هيلين شامبرلين على موقع IMDb (الإنجليزية)
- هيلين شامبرلين على موقع قاعدة بيانات الفيلم (الإنجليزية)